# Altium
Altium Limited ist ein australisches multinational agierendes Softwareunternehmen, das Software zur Automatisierung von Elektronikdesigns speziell für Ingenieure, die Leiterplatten entwerfen, anbietet. Das im Jahr 1985 ursprünglich als Protel Systems Pty Ltd in Australien gegründete Unternehmen, ist mittlerweile international vertreten, mit Standorten in den Vereinigten Staaten, Australien, China, Europa und Japan. Die Produkte des Unternehmens sind für die Verwendung in einer Microsoft-Windows-Umgebung konzipiert und werden in verschiedenen Branchen wie etwa der Automobilindustrie, der Luft- und Raumfahrt, dem Verteidigungswesen und der Telekommunikation eingesetzt. Das Vorzeigeprodukt ist der Altium Designer, eine PCB-CAD-Design-Software.

## Geschichte

### Gründungsphase und erste Geschäftsjahre
Die Geschichte von Altium begann im Jahre 1985 mit der Gründung von Protel Systems Pty Ltd durch den Elektronikdesigner Nicholas Martin. Während seiner Tätigkeit an der University of Tasmania (UTAS) in den 1980er Jahren, entdeckte Nicholas Martin eine Möglichkeit, wie man das Design von Elektronikprodukten erschwinglicher machen kann: Indem Techniken aus den Bereichen Elektronikdesign und PC-Plattformen miteinander verbunden werden. 1985 brachte das Unternehmen sein erstes Produkt auf den Markt, ein DOS-basiertes Layout- und Design-Tool für Leiterplatten. Ab 1986 wurde Protel PCB dann von HST Technology Pty Ltd. international vermarktet.
Im Oktober 1986 übernahm die in San Diego ansässige ACCEL Technologies, Inc. unter dem Namen Tango PCB die Marketing- und Support-Verantwortung für das PCB-Programm in den USA, Kanada und Mexiko. 1987 brachte Protel den Schaltplaneditor Protel Schematic für DOS auf den Markt. 1988 folgten Autotrax und Easytrax. In den 1990er Jahren begann das Unternehmen mit der Entwicklung eines einheitlichen Elektronikdesignsystems, welches ein einziges Datenmodell verwendete, um alle für die Erstellung eines Produkts erforderlichen Designdaten zu speichern. FPGA-, PCB- und Embedded-Software-Entwicklungsprozesse wurden mit einer gemeinsamen Projektansicht und Datenmodell vereinheitlicht. Für den Zugriff und die Bearbeitung des Designs stand eine Vielzahl von Werkzeugen zur Verfügung, welche u. a. die Bereiche wie Platinenlayout und -design, Schaltplanerfassung, Entflechtung (EDA), Prüfung, Analyse und FPGA-Design, abdeckten.
1991 brachte Protel das Advanced Schematic/PCB 1.0 für Windows heraus, das weltweit erste Windows-basierte PCB-Designsystem. Außerdem begann das Unternehmen mit der Übernahme verschiedener Unternehmen, die über die für eine einheitliche Elektronikdesignlösung erforderlichen Technologien verfügten, darunter 1998 Accolade Design Automation.

### 1999–2010; Börsengang und Namensänderung in Altium
Im August 1999 ging Altium unter der Kennung (ASX:ALU) an die australische Wertpapierbörse. Das Unternehmen entwickelte und veröffentlichte weiterhin neue Versionen seines ursprünglichen Design-Tools, darunter Protel 98 (1998), Protel 99 (1999) und Protel 99 SE (2000). Im Jahr 2000 übernahm Altium das Unternehmen ACCEL, mit dem es zuvor bereits 1986 eine Partnerschaft eingegangen war.
Im Jahr 2001 änderte das Unternehmen seinen Namen von Protel Systems zu Altium und expandiert weiter, darunter in die Vereinigten Staaten von Amerika, Europa und Asien. Außerdem werden weitere Übernahmen getätigt, darunter der Entwickler von Embedded-Software Tasking im Jahr 2001 für 73,4 Millionen AUD und der EDA-Software-Vertrieb Hoschar AG im Jahr 2002.
2003 wurde Protel DXP veröffentlicht, dem folgten die Veröffentlichung von Protel 2004 im Jahr 2004 und Altium Designer 6.0 (2005). Im Jahr 2010 übernahm Altium das australische Softwareunternehmen Morfik Technology Pty Ltd, ein Entwickler von visuellen Design-Tools für die Konfiguration und den Einsatz von Cloud-basierten Softwareanwendungen. Die Gründer von Morfik arbeiteten ursprünglich für Altium/Protel, erst nach dem Börsengang von Altium kam es zur Gründung von Morfik.

### 2011 bis heute; Expansion und Akquisitionen
Im Jahr 2011 kündigte Altium an, in der zweiten Jahreshälfte desselben Jahres seine Präsenz in Shanghai, China, zu erweitern, um von den günstigeren Lohnkosten zu profitieren.
Am 15. Oktober 2012 entließ der Altium-Vorstand Nick Martin als CEO und ernannte stattdessen den stellvertretenden Vorstandsvorsitzenden Kayvan Oboudiyat zu seinem Nachfolger. Am 16. Januar 2014 gab Altium den Rücktritt von Kayvan Oboudiyat und die Ernennung von Aram Mirkazemi zum CEO bekannt. Im Mai desselben Jahres kündigte Altium an, den Kern der F&E-Aktivitäten seines Flaggschiff-PCB-CAD-Tools „kostenneutral“ nach San Diego, Kalifornien, zu verlagern.
Im Jahr 2015 erwarb Altium Octopart, eine spezielle Suchmaschine für elektronische und industrielle Bauteile. Im selben Jahr kaufte Altium das Cloud-basierte Unternehmen Ciiva, das ein System zur Verwaltung von elektronischen Bauteilen anbietet. Weitere Akquisitionen von Altium beinhalteten unter anderem einen Anbieter von PLM-Integrationslösungen für Unternehmen-Perception-Software (2016) sowie Upverter (2017), ein Anbieter eines Cloud-basierten EDA-Tools.
2021 lehnte Altium ein Übernahmeangebot von Autodesk mit einer Bewertung in Höhe von 5,05 Milliarden AUD ab.
Am 15. Februar 2024 wurde bekannt gegeben, dass der japanische Halbleiterhersteller Renesas Electronics einer vollständigen Übernahme des Unternehmens für 8,8 Milliarden AUD zugestimmt hat. Es wäre eine der größten Übernahmen eines australischen Technologieunternehmens. Die Übernahme sollte in der zweiten Jahreshälfte 2024 stattfinden.[veraltet]

## Produkte

### Altium Designer
Altium Designer ist ein Softwarepaket zur Automatisierung von PCB- und Elektronikdesigns für Leiterplatten. Es ermöglicht Ingenieuren, ihre eigenen Leiterplatten zu entwerfen und anzupassen. Altium Designer gilt als die Flaggschiff-Software des Unternehmens.

### Autotrax / Easytrax
Autotrax ist die ursprüngliche PCB-Design-Software von Protel für DOS, die in den 1980er Jahren veröffentlicht wurde.

### CircuitMaker
CircuitMaker ist eine Software zur Automatisierung des Elektronikdesigns für Leiterplatten, welche sich an die Hobby-, Hacker- und Maker-Community richtet. CircuitMaker ist als Freeware erhältlich. Die erste Non-Beta-Version wurde am 17. Januar 2016 veröffentlicht.

### Weitere Produkte
- Altium 365 – Eine Plattform für das Design von Elektronikprodukten, welche PCB-Design, MCAD, Datenmanagement und Teamarbeit vereint.[30][31]
- Altium Concord Pro – Verfügbar als Teil der Altium-Unternehmenslösungen. Zentrale Quelle für Bauteildaten, Echtzeit-Beschaffungsinformationen, Rückverfolgbarkeit von Bauteilen in Designs und Tool für die Zusammenarbeit.[32]
- Altium NEXUS – Erhältlich als Teil der Altium-Unternehmenslösungen. Teambasierte PCB-Workflow-Lösung, mit dem Ziel der Herstellung von mehr Prozess-Transparenz.[33]
- AltiumLive – die Cloud-basierte Community, welche Altium-Designer, Mitarbeiter, Lieferanten, Hersteller und Kunden miteinander verbindet.
- Altium Vault – Server-Software für die formale Freigabe, Wiederverwendung und Verwaltung von Designdaten.
- CircuitStudio – Software-Tool für PCB-Design.[34]
- NanoBoard – Rekonfigurierbare Hardware-Entwicklungsplattform.
- P-CAD – Übernommen im Rahmen der Akquisition von AccelEDA, wurde 2006 eingestellt.
- PDN Analyzer – Analyse der Spannungs- und Stromleistung von Power Distribution Networks (PDN).
- TASKING – Ein Software-Entwicklungstool für eingebettete Systeme.